# Jenny Barazza
Jenny Barazza é uma jogadora de voleibol italiana. Atua na posição de central.
Seus maiores feitos pela seleção italiana foram a conquista do Campeonato Europeu de Voleibol Feminino nos anos de 2007 e 2009, a Copa dos Campeões de Voleibol em 2009 e a Copa do Mundo de Voleibol Feminino de 2007.
Em 2010, quando foi contratada pela equipe Turca do Eczacıbaşı, ficou grávida e abandonou a temporada, só voltando a jogar em 2011.
Atualmente atua pelo Universal Modena.

## Clubes
| Clube               | País    | Temporadas |
| ASD Volley Codognè  | Itália  | 1996-1997  |
| Ags Volley San Donà | Itália  | 1997-1998  |
| Club Italia         | Itália  | 1998-1999  |
| Busto Arsizio       | Itália  | 1999-2000  |
| Romanelli Firenze   | Itália  | 2000-2002  |
| CV Albacete         | Espanha | 2002-2003  |
| Volley Bergamo      | Itália  | 2003-2009  |
| Asystel Novara      | Itália  | 2009-2010  |
| Universal Modena    | Itália  | 2011-      |

## Títulos por clubes
- Campeonato Italiano 2003-04 (Bergamo)
- Copa CEV 2003-04 (Bergamo)
- Supercoppa Italiana 2004 (Bergamo)
- Champions League 2004-05 (Bergamo)
- Campeonato Italiano 2005-06 (Bergamo)
- Coppa Itália 2005-06 (Bergamo)
- Champions League 2006-07 (Bergamo)
- Coppa Itália 2007-08 (Bergamo)
- Champions League 2008-09 (Bergamo)